# James Gamble (Politiker)
James Gamble (* 28. Januar 1809 in Jersey Shore, Lycoming County, Pennsylvania; † 22. Februar 1883 in Williamsport, Pennsylvania) war ein US-amerikanischer Politiker. Von 1851 bis 1855 vertrat er den Bundesstaat Pennsylvania im US-Repräsentantenhaus.

## Werdegang
James Gamble besuchte die öffentlichen Schulen seiner Heimat sowie die Jersey Shore Academy. Nach einem anschließenden Jurastudium und seiner im Dezember 1833 erfolgten Zulassung als Rechtsanwalt begann er in Jersey Shore in diesem Beruf zu arbeiten. Gleichzeitig schlug er als Mitglied der Demokratischen Partei eine politische Laufbahn ein. Von 1834 bis 1836 war er Bezirkskämmerer; in den Jahren 1841 und 1842 saß er als Abgeordneter im Repräsentantenhaus von Pennsylvania.
Bei den Kongresswahlen des Jahres 1850 wurde Gamble im 13. Wahlbezirk von Pennsylvania in das US-Repräsentantenhaus in Washington, D.C. gewählt, wo er am 4. März 1851 die Nachfolge von Joseph Casey antrat. Nach einer Wiederwahl konnte er bis zum 3. März 1855 zwei Legislaturperioden im Kongress absolvieren. Diese waren von den Ereignissen im Vorfeld des Bürgerkrieges geprägt. Seit 1853 vertrat Gamble als Nachfolger von William Henry Kurtz den 15. Distrikt seines Staates.
In den Jahren 1859 und 1860 war er Bezirksrichter im Clearfield County; von 1868 bis 1878 fungierte er als Vorsitzender Richter am Berufungsgericht im Lycoming County. James Gamble starb am 22. Februar 1883 in Williamsport.